# Сунтажи
Су́нтажи (латыш. Suntaži) — населённый пункт в Огрском крае Латвии. Административный центр Сунтажской волости. Находится на реке Маза-Югла на перекрёстке региональных автодорог P4 (Рига — Эргли) и P8 (Инциемс — Сигулда — Кегумс). Расстояние до города Огре составляет около 25 км.
По данным на 2018 год, в населённом пункте проживало 755 человек. Есть волостная администрация, средняя школа, школа-интернат, дом культуры, библиотека, музей, лютеранская церковь, католическая церковь.

## История
В 1223 году, предположительно, был построен замок Сунтажи и церковь. В конце XVIII века на месте этого замка был построен дворец в неоготическом стиле.
В советское время населённый пункт был центром Сунтажского сельсовета Огрского района. В селе располагалась центральная усадьба колхоза «Сунтажи».